# Ɩ᷆
Cette page contient des caractères spéciaux ou non latins. S’ils s’affichent mal (▯, ?, etc.), consultez la page d’aide Unicode.
Ɩ᷆ (minuscule : ɩ᷆), appelé iota macron-grave, est un graphème utilisé dans l’écriture du tafi.
Il s’agit de la lettre iota diacritée d’un macron-grave.

## Utilisation
En tafi, le iota macron-grave est utilisé pour représenter une voyelle nasalisée avec un ton descendant moyen-bas, par exemple avec le verbe adzɩ᷆ « femme ».

## Représentations informatiques
Le iota macron-grave peut être représenté avec les caractères Unicode suivants (latin étendu B, Alphabet phonétique international, diacritiques) :
| formes    | représentations | chaînes de caractères | points de code | descriptions                                          |
| --------- | --------------- | --------------------- | -------------- | ----------------------------------------------------- |
| capitale  | Ɩ᷆               | Ɩ◌᷆                    | U+0196 U+1DC6  | lettre majuscule latine iota diacritique macron-grave |
| minuscule | ɩ᷆               | ɩ◌᷆                    | U+0269 U+1DC6  | lettre minuscule latine iota diacritique macron-grave |